# 普罗旺斯地区萨隆
普罗旺斯地区萨隆（法語：Salon-de-Provence，法語發音：[salɔ̃ də pʁɔvɑ̃s]；简称萨隆），法国东南部城市，普罗旺斯-阿尔卑斯-蓝色海岸大区罗讷河口省的一个市镇，隶属于普罗旺斯地区艾克斯区，其市镇面积为70.3平方公里，2022年1月1日时人口数量为44,553人，是该省人口第六多的市镇，在法国城市中排名第153位。
普罗旺斯地区萨隆位于罗讷河口省中部，图卢布尔河右岸，两条高速公路在此交汇，是一个区域性的中心城市，因橄榄种植及马赛皂而闻名。法国空天军学校位于普罗旺斯地区萨隆。法国预言家诺斯特拉达穆斯常年生活并逝世于此。

## 地名来源
“萨隆”一名最初于公元9世纪以“Salone”的形式被记载，该名称来源于拉丁语，意为“客厅”。“普罗旺斯地区”这一后缀自1918年起成为当地官方名称的一部分。

## 历史

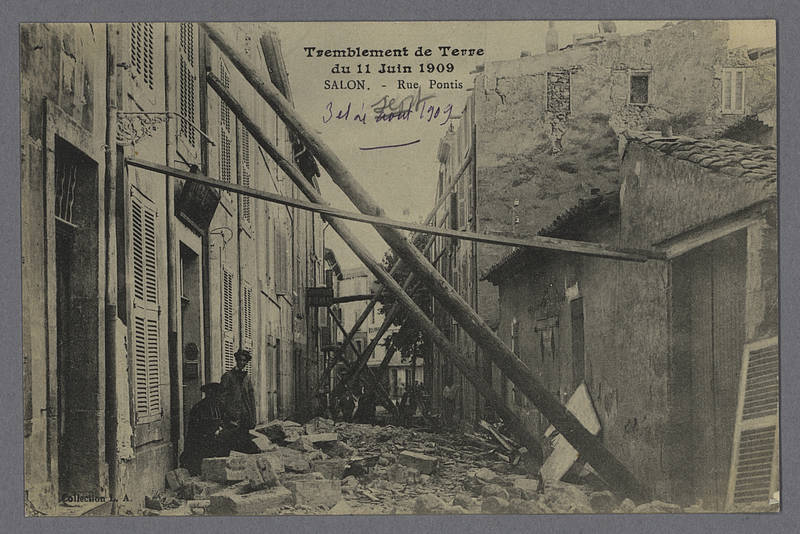
1909年大地震后的萨隆

普罗旺斯地区萨隆的早期历史尚不清楚。约公元前125年，罗马人在图卢布尔河畔修建了一处城堡。罗马人入主高卢后，一条横穿卡马格的罗马道路由此经过。中世纪时期，萨隆因橄榄种植而逐渐形成商业集镇，当地领主于公元9世纪在此修建昂佩里城堡。1404年，萨隆获得市镇宪章。1481年，萨隆及其所在的普罗旺斯被划入法兰西王国。1564年，查理九世曾到访萨隆。18世纪时，萨隆出现了丝绸作坊。法国大革命后，普罗旺斯地区萨隆成为罗讷河口省的一个市镇，并在1790至1800年间为该省的一个地区行署。1909年，普罗旺斯发生里氏6.2级地震，造成萨隆市区多处房屋倒塌。20世纪中后期，普罗旺斯地区萨隆逐渐发展成为一座旅游城市，当地人口数年逐年增加。

## 地理

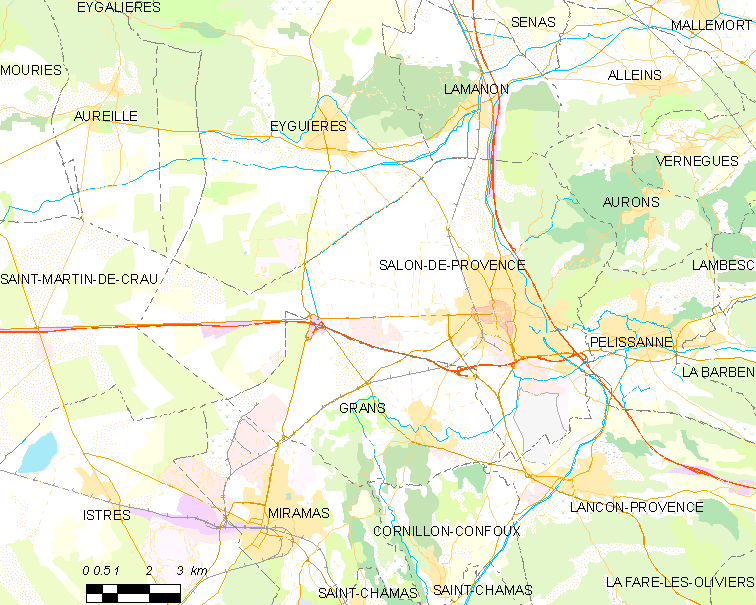
普罗旺斯地区萨隆市镇范围地图

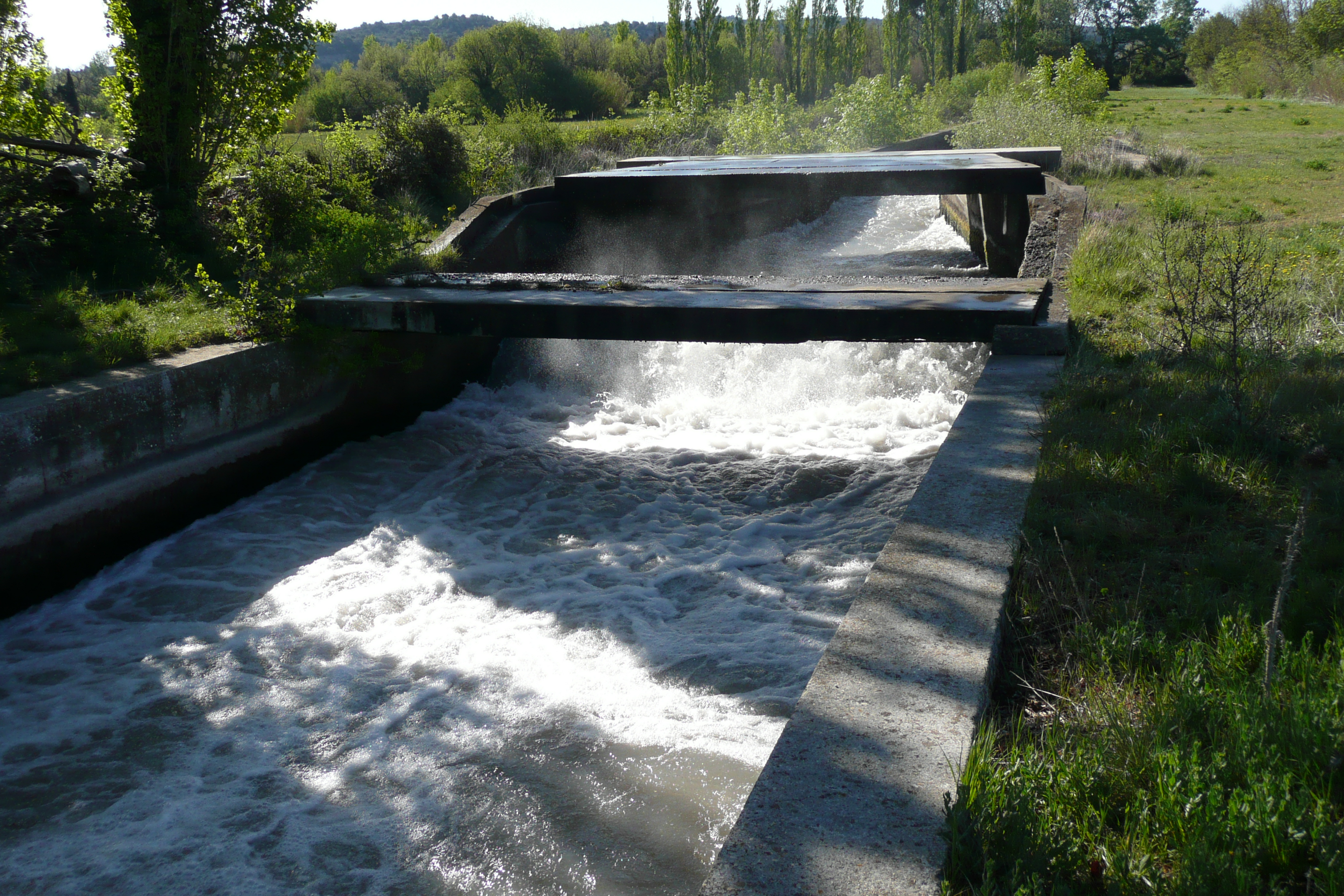
普罗旺斯地区萨隆附近的引水渠

普罗旺斯地区萨隆位于法国东南部，普罗旺斯-阿尔卑斯-蓝色海岸大区西南部和罗讷河口省中部，距离省会马赛大约51公里。与普罗旺斯地区萨隆接壤的市镇包括：欧龙、埃吉耶尔、格朗斯、拉马农、朗松普罗旺斯、佩利萨讷、圣马丹德克罗、米拉马斯。

### 地形
普罗旺斯地区萨隆位于卡马格东部，境内以山地和平原为主，市镇中心地势较为平坦，市区东部为山区，全境海拔在53到325米之间。

### 水文
人工开凿的法国电力公司运河自普罗旺斯地区萨隆市区的东部经过，该河为普罗旺斯地区萨隆提供了生活水源。另有图卢布尔河自东北向西南流经普罗旺斯地区萨隆市区南部。

### 植被
普罗旺斯地区萨隆属于亚热带常绿硬叶区，市中心的戴高乐将军广场（Place du Général de Gaulle）是当地主要的城市绿地，市区东部的山地有大片天然树林分布。
在鲜花城市的评比中，普罗旺斯地区萨隆被评为3星级鲜花城市。

### 气候
普罗旺斯地区萨隆在柯本气候分类法中属于地中海气候。
普罗旺斯地区萨隆境内设有气象站，以下为该气象站的数据（日照数据取自马赛机场）：
| 普罗旺斯地区萨隆1981年－2019年 | 普罗旺斯地区萨隆1981年－2019年 | 普罗旺斯地区萨隆1981年－2019年 | 普罗旺斯地区萨隆1981年－2019年 | 普罗旺斯地区萨隆1981年－2019年 | 普罗旺斯地区萨隆1981年－2019年 | 普罗旺斯地区萨隆1981年－2019年 | 普罗旺斯地区萨隆1981年－2019年 | 普罗旺斯地区萨隆1981年－2019年 | 普罗旺斯地区萨隆1981年－2019年 | 普罗旺斯地区萨隆1981年－2019年 | 普罗旺斯地区萨隆1981年－2019年 | 普罗旺斯地区萨隆1981年－2019年 | 普罗旺斯地区萨隆1981年－2019年 |
| 月份                           | 1月                            | 2月                            | 3月                            | 4月                            | 5月                            | 6月                            | 7月                            | 8月                            | 9月                            | 10月                           | 11月                           | 12月                           | 全年                           |
| ------------------------------ | ------------------------------ | ------------------------------ | ------------------------------ | ------------------------------ | ------------------------------ | ------------------------------ | ------------------------------ | ------------------------------ | ------------------------------ | ------------------------------ | ------------------------------ | ------------------------------ | ------------------------------ |
| 历史最高温 °C（°F）            | 20.8 (69.4)                    | 23.1 (73.6)                    | 25.7 (78.3)                    | 29.2 (84.6)                    | 34.4 (93.9)                    | 43.4 (110.1)                   | 39.7 (103.5)                   | 39.8 (103.6)                   | 34.8 (94.6)                    | 30.1 (86.2)                    | 24.2 (75.6)                    | 22 (72)                        | 43.4 (110.1)                   |
| 平均高温 °C（°F）              | 11 (52)                        | 12.4 (54.3)                    | 15.7 (60.3)                    | 18.4 (65.1)                    | 22.8 (73.0)                    | 26.9 (80.4)                    | 30.2 (86.4)                    | 29.7 (85.5)                    | 25.3 (77.5)                    | 20.6 (69.1)                    | 14.6 (58.3)                    | 11.4 (52.5)                    | 19.9 (67.8)                    |
| 日均气温 °C（°F）              | 6 (43)                         | 7 (45)                         | 9.9 (49.8)                     | 12.6 (54.7)                    | 16.7 (62.1)                    | 20.6 (69.1)                    | 23.6 (74.5)                    | 23.2 (73.8)                    | 19.4 (66.9)                    | 15.4 (59.7)                    | 10 (50)                        | 6.8 (44.2)                     | 14.3 (57.7)                    |
| 平均低温 °C（°F）              | 1.1 (34.0)                     | 1.6 (34.9)                     | 4.1 (39.4)                     | 6.8 (44.2)                     | 10.6 (51.1)                    | 14.3 (57.7)                    | 17 (63)                        | 16.8 (62.2)                    | 13.5 (56.3)                    | 10.2 (50.4)                    | 5.3 (41.5)                     | 2.2 (36.0)                     | 8.6 (47.5)                     |
| 历史最低温 °C（°F）            | −14.3 (6.3)                    | −18.5 (−1.3)                   | −9.4 (15.1)                    | −4.3 (24.3)                    | −0.9 (30.4)                    | 4.2 (39.6)                     | 7.6 (45.7)                     | 7.7 (45.9)                     | 3.1 (37.6)                     | −3.6 (25.5)                    | −7.6 (18.3)                    | −14.4 (6.1)                    | −18.5 (−1.3)                   |
| 平均降水量 mm（）              | 51.1 (2.01)                    | 35.1 (1.38)                    | 35.9 (1.41)                    | 57.5 (2.26)                    | 48.9 (1.93)                    | 26.3 (1.04)                    | 10.6 (0.42)                    | 33.7 (1.33)                    | 77.8 (3.06)                    | 85.2 (3.35)                    | 66.5 (2.62)                    | 50.7 (2.00)                    | 579.3 (22.81)                  |
| 月均日照時數                   | 145.1                          | 173.7                          | 238.7                          | 244.5                          | 292.9                          | 333.4                          | 369.1                          | 327.4                          | 258.6                          | 187.1                          | 152.5                          | 134.9                          | 2,857.9                        |
| 来源：infoclimat.fr            |                                |                                |                                |                                |                                |                                |                                |                                |                                |                                |                                |                                |                                |

## 行政区划
普罗旺斯地区萨隆是法国普罗旺斯-阿尔卑斯-蓝色海岸大区罗讷河口省的一个市镇，编号为13103。普罗旺斯地区萨隆隶属于普罗旺斯地区艾克斯区以及罗讷河口省第八选区，管理普罗旺斯地区萨隆第一县和第二县，同时也是艾克斯-马赛普罗旺斯都会区的组成部分。
普罗旺斯地区萨隆市镇被划为10个街区，并实行街区自治制度。
法国国家统计与经济研究所（简称）在进行数据统计时，将普罗旺斯地区萨隆及相邻的另外3个市镇设为普罗旺斯地区萨隆城市核心区以及普罗旺斯地区萨隆城市区。自2020年起，普罗旺斯地区萨隆城市区被包含6个市镇的普罗旺斯地区萨隆城市辐射区代替。此外，还将普罗旺斯地区萨隆市镇分为了15个“块区”（IRIS），以便于统计人口分布情况。

## 交通

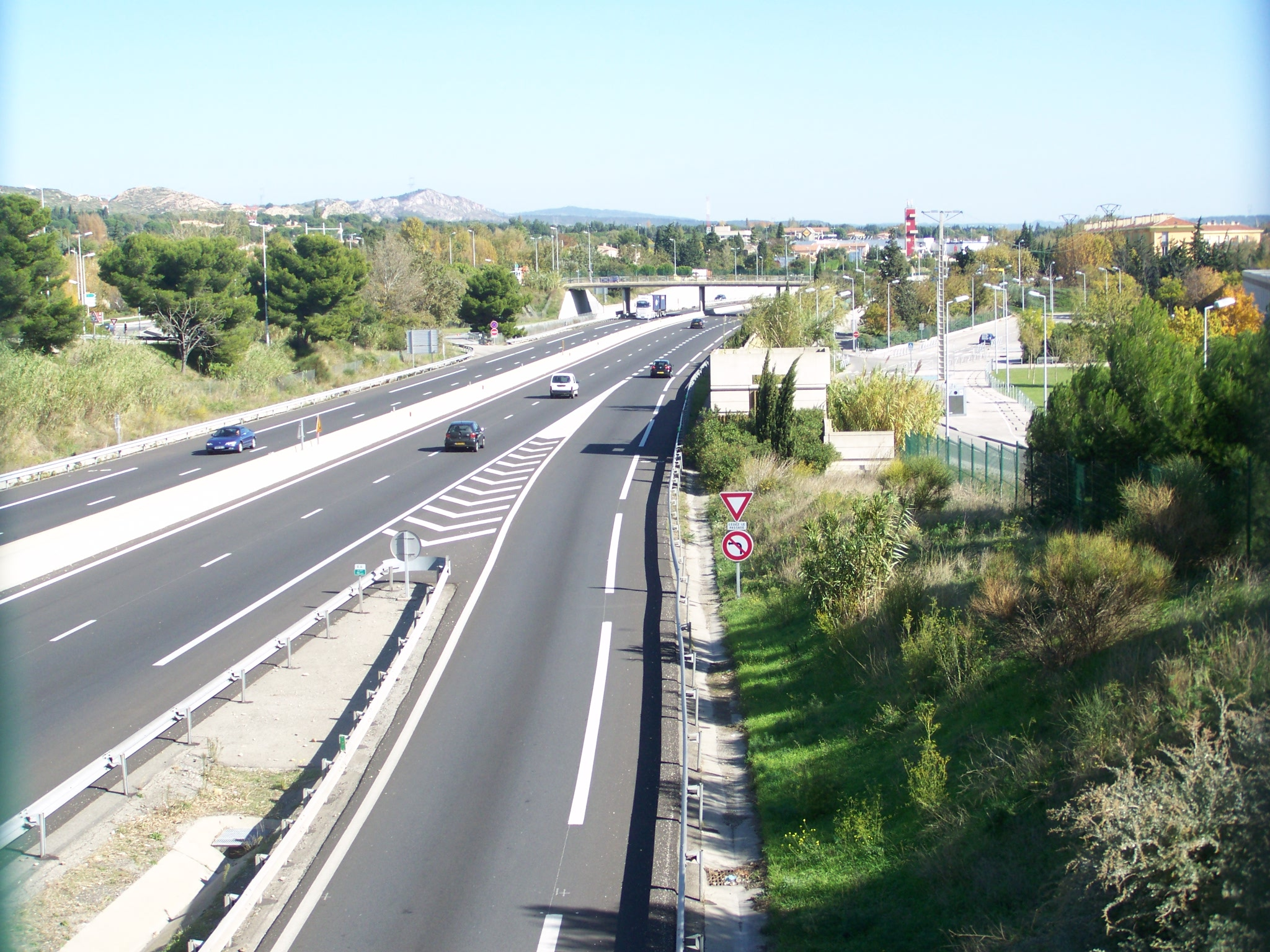
萨隆附近的A54高速公路

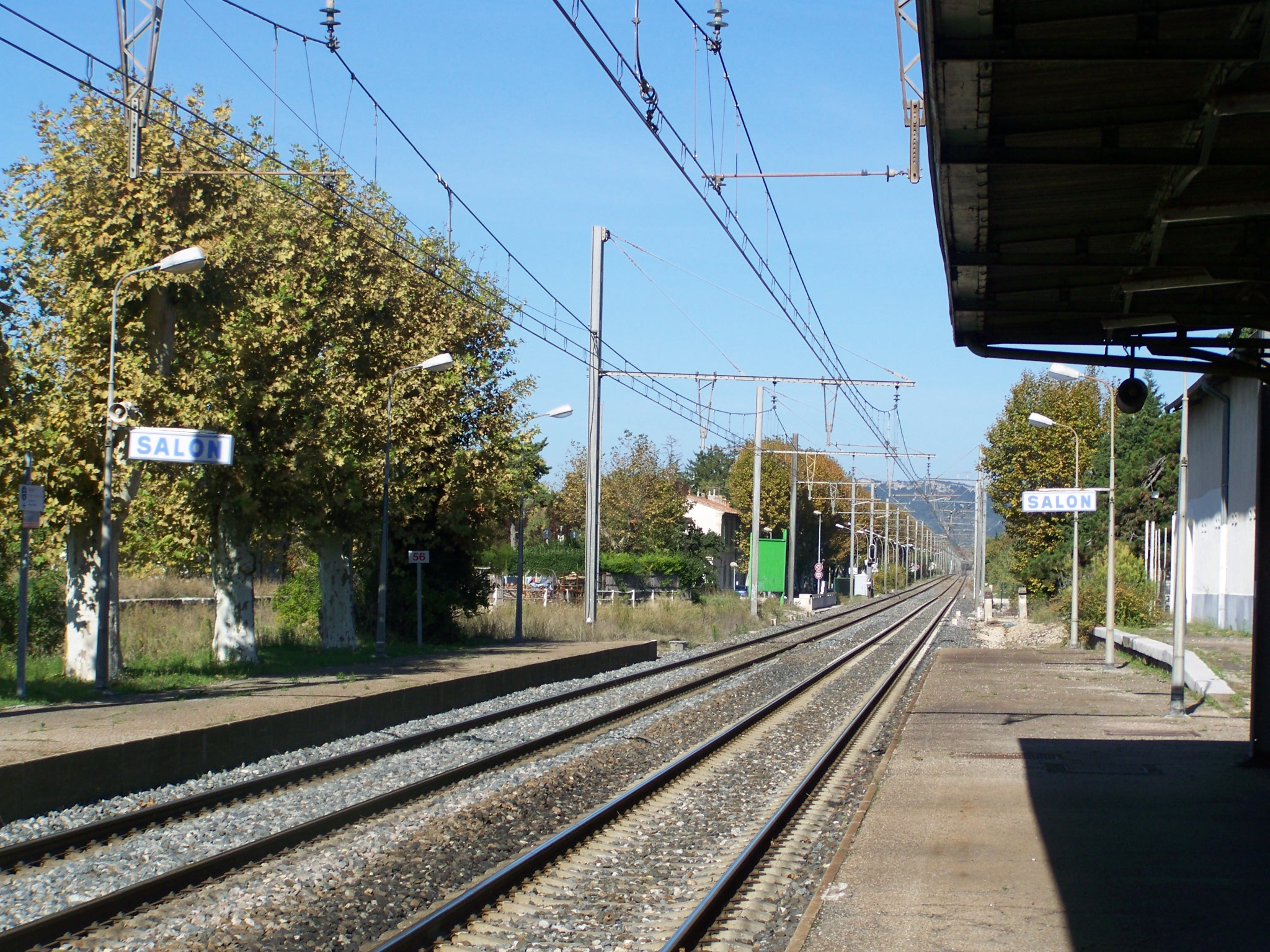
萨隆火车站的铁路股道

### 公路
A7高速公路和A54高速公路在普罗旺斯地区萨隆的东南部交汇，设有多个出入口连接市区；另有多条罗讷河口省省道在普罗旺斯地区萨隆境内交汇，普罗旺斯-阿尔卑斯-蓝色海岸大区下属的城际客运提供6号和25号城际巴士线路，可前往圣沙马、普罗旺斯地区艾克斯以及米拉马斯等地。
2017年，76.7%的普罗旺斯地区萨隆家庭拥有至少一辆私人汽车。2019年，普罗旺斯地区萨隆境内共发生各类交通事故16起，造成1人遇难，20人受伤。

### 铁路
普罗旺斯地区萨隆位于阿维尼翁－米拉马斯铁路上。萨隆站位于市区西部，停靠往返于阿维尼翁和马赛之间的区域列车，部分班次延伸至阿维尼翁TGV站，可由此换乘前往巴黎的高铁。

### 航空
距离普罗旺斯地区萨隆最近的民用航空站为马赛普罗旺斯机场，距离普罗旺斯地区萨隆市中心的公路里程约28公里。

### 城市公共交通
普罗旺斯地区萨隆城市公共交通（商业名称为）是当地的城市公共交通系统。截至2021年8月，该系统共包括10条常规公交线路、3条节假日专线、5条补充线路和3条免费市区摆渡车，路网覆盖了普罗旺斯地区萨隆市区内的主要街道和居民区。

## 政治

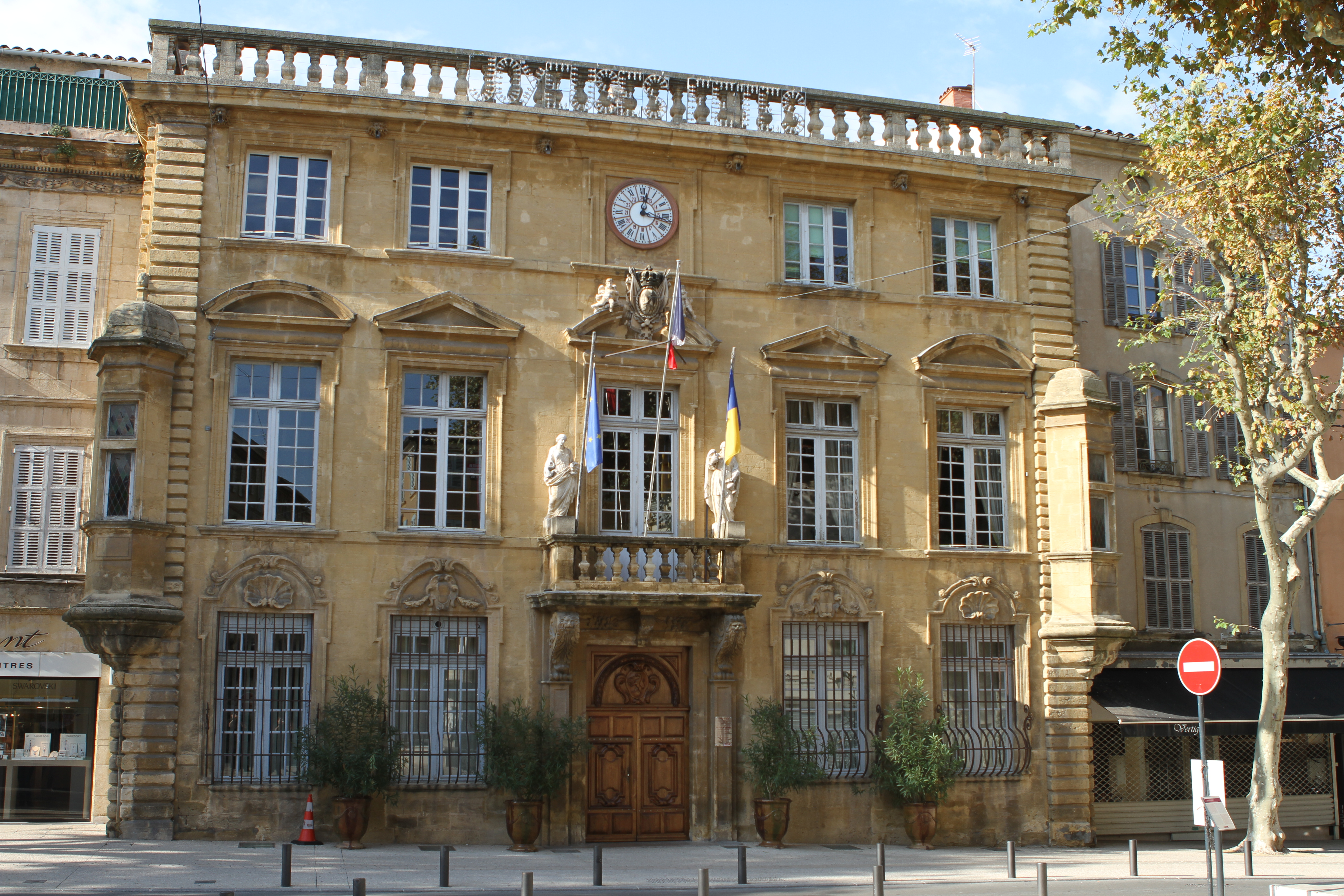
普罗旺斯地区萨隆市政厅

普罗旺斯地区萨隆的现任市长为尼古拉·伊斯纳尔先生（Nicolas Isnard），他是共和党的一名成员，在2020年的市政选举中获得了69.27%的支持率。
在2017年的法国总统大选中，法国第25任总统埃马纽埃尔·马克龙在普罗旺斯地区萨隆获得了55.44%的支持率。
| 普罗旺斯地区萨隆历届市长 |                                          |                             |
| 任期                     | 市长                                     | 党派                        |
| 1944年－1948年           | Raoul Francou 鲁尔·弗朗库                | MRP人民共和运动             |
| 1948年－1956年           | Alphonse Crousnillon 阿尔冯斯·克鲁斯尼永 | MRP人民共和运动             |
| 1956年－1989年           | Jean Francou 让·弗朗库                   | CDS社会民主中心             |
| 1989年－2001年           | André Vallet 安德烈·瓦莱                 | PS社会党 →UDF法国民主联盟   |
| 2001年－2002年           | François Blanc 弗朗索瓦·布朗             | PS社会党                    |
| 2002年－2014年           | Michel Tonon 米歇尔·托农                 | PS社会党 →DVG左翼无党派人士 |
| 2014年－                 | Nicolas Isnard 尼古拉·伊斯纳尔           | UMP人民运动联盟 →LR共和黨   |

## 人口
2018年，普罗旺斯地区萨隆市镇人口数量为45,400，在法国排名第153位。其中男性21,950人，女性23,578人，75岁及以上人口占8.5%，外籍人口数量为10,087人，人口密度为646人/平方公里，当地居民被称为（男性）或（女性）。2019年，普罗旺斯地区萨隆境内出生537人，死亡人口392人。
| 年份   | 1936   | 1946   | 1954   | 1962   | 1968   | 1975   | 1982   | 1990   | 1999   | 2006   | 2011   | 2016   | 2018   |
| ------ | ------ | ------ | ------ | ------ | ------ | ------ | ------ | ------ | ------ | ------ | ------ | ------ | ------ |
| 人口數 | 13,482 | 15,826 | 17,597 | 21,393 | 30,722 | 34,576 | 34,846 | 34,064 | 37,079 | 40,147 | 42,812 | 45,574 | 45,400 |

## 经济

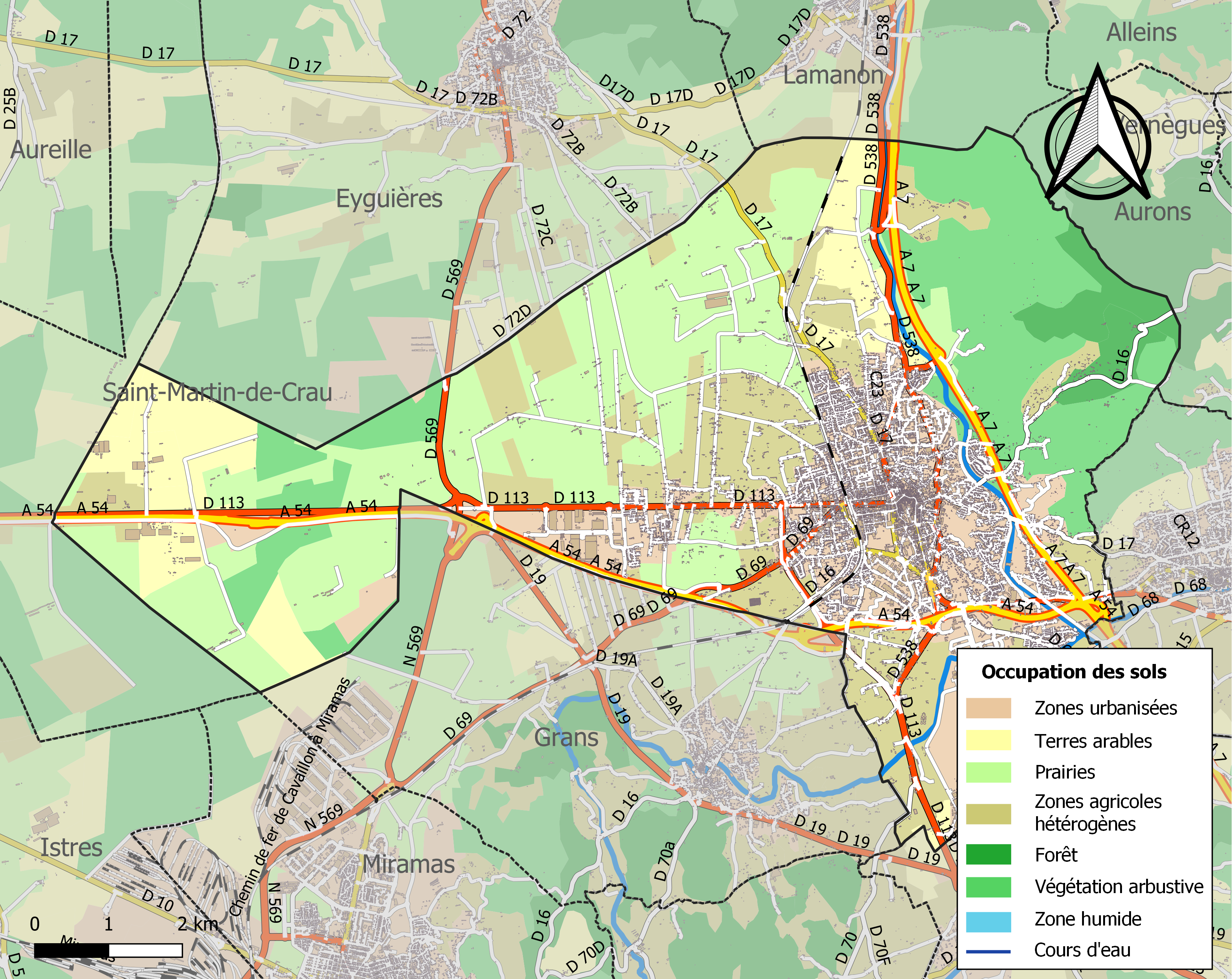
普罗旺斯地区萨隆土地利用情况地图

截止2021年8月，普罗旺斯地区萨隆共有各类用人单位7,539家，平均历史为14年，其中98.9%为中小型企业（PME）。（农副产品）、（大型零售）及（财会）是当地2019年营业额最高的三个企业，分别为177,392,432欧元、121,373,377欧元和46,518,440欧元。

## 财政收入
2019年，普罗旺斯地区萨隆的财政收入总额为69,368,600欧元，财政支出总额为63,695,700欧元，当年的债务总额为17,557,900欧元。2020年，普罗旺斯地区萨隆共获得9,711,427欧元的国家财政补助，比上一年减少了0.02%。
2017年，普罗旺斯地区萨隆的人均月收入总额为2,262欧元，其中高级职员为3,916欧元，低于法国平均水平（4,214欧元）；中级职员为2,381欧元，高于法国平均水平（2,353欧元）；普通职员为1,645欧元，低于法国平均水平（1,690欧元）。
2017年，普罗旺斯地区萨隆境内的青壮年（15至64岁）失业率为15.2%，当地49.2%的家庭拥有纳税资格，平均纳税3,219欧元，低于法国平均水平（3,888欧元）。

## 社会事务

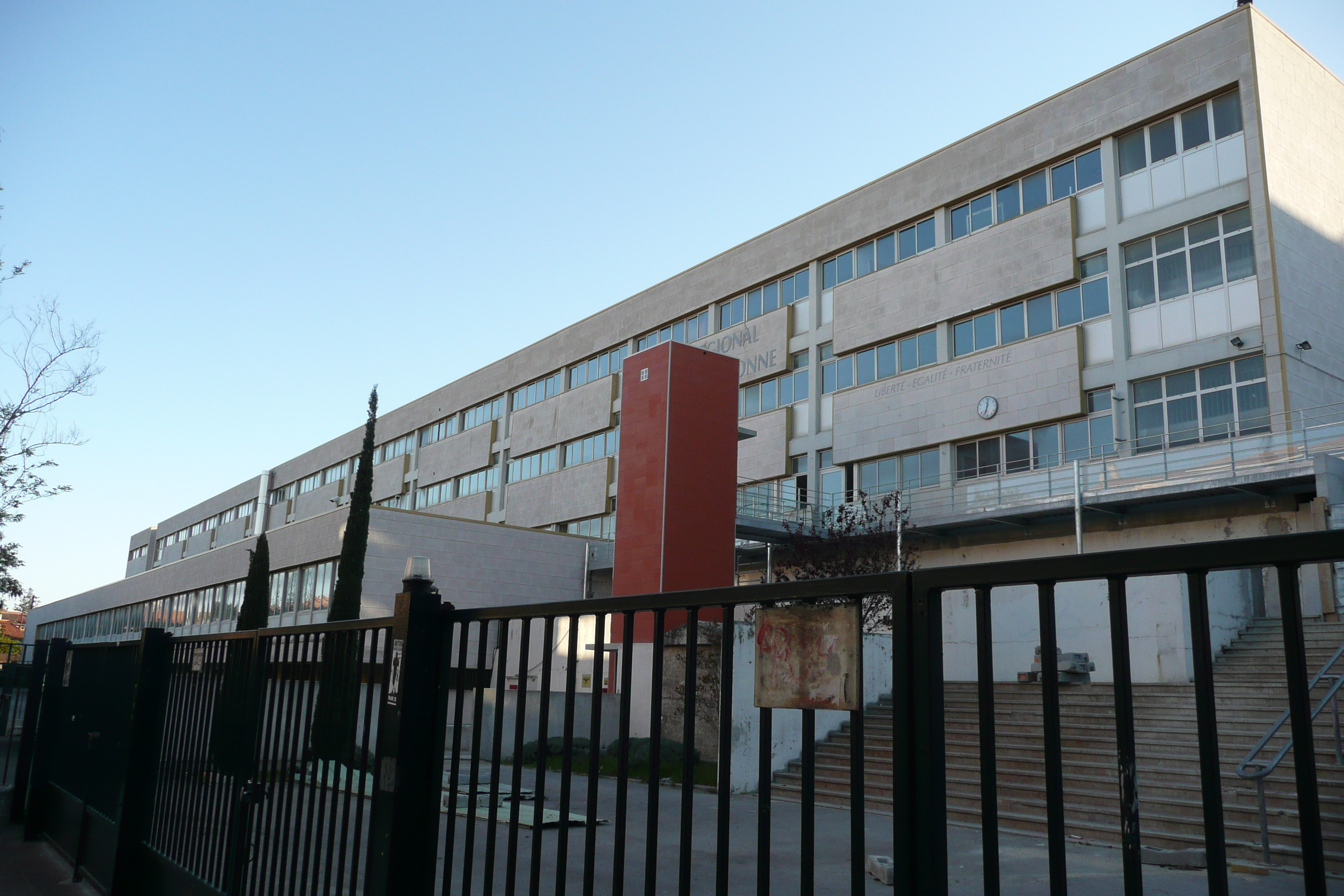
普罗旺斯地区萨隆的一所高级中学

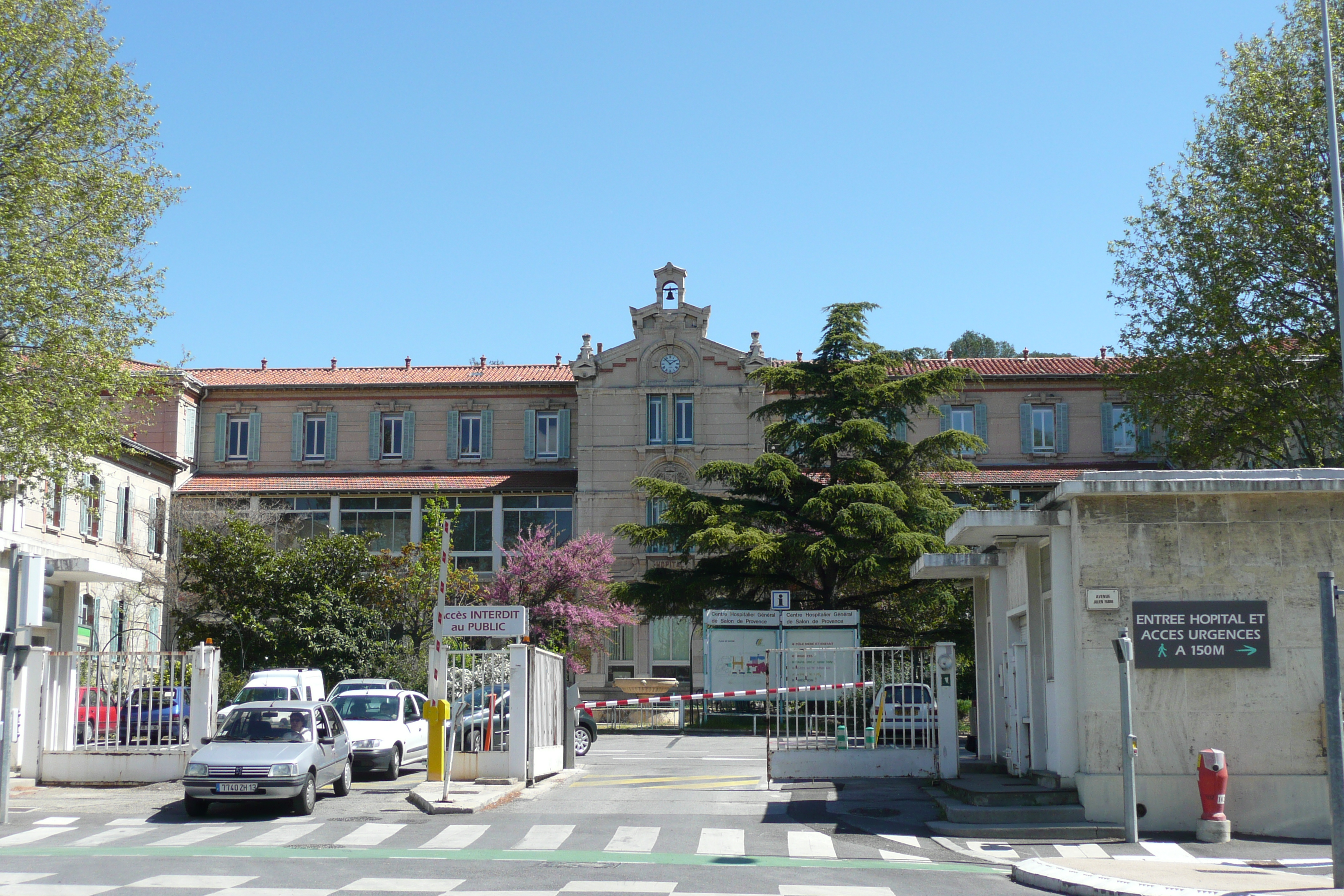
普罗旺斯地区萨隆中心医院

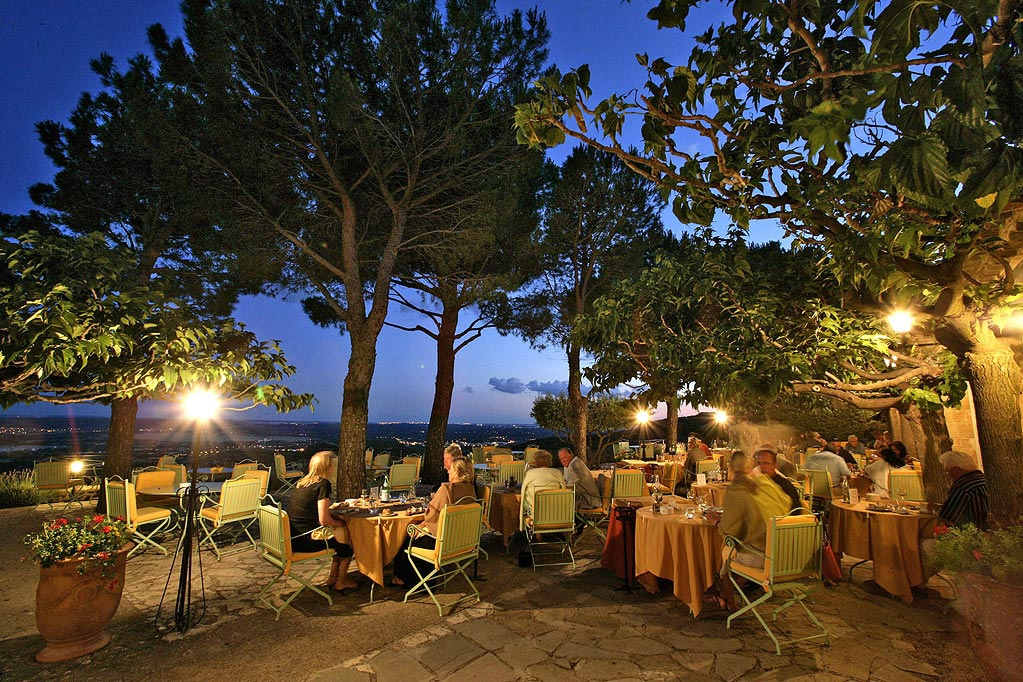
露天餐厅

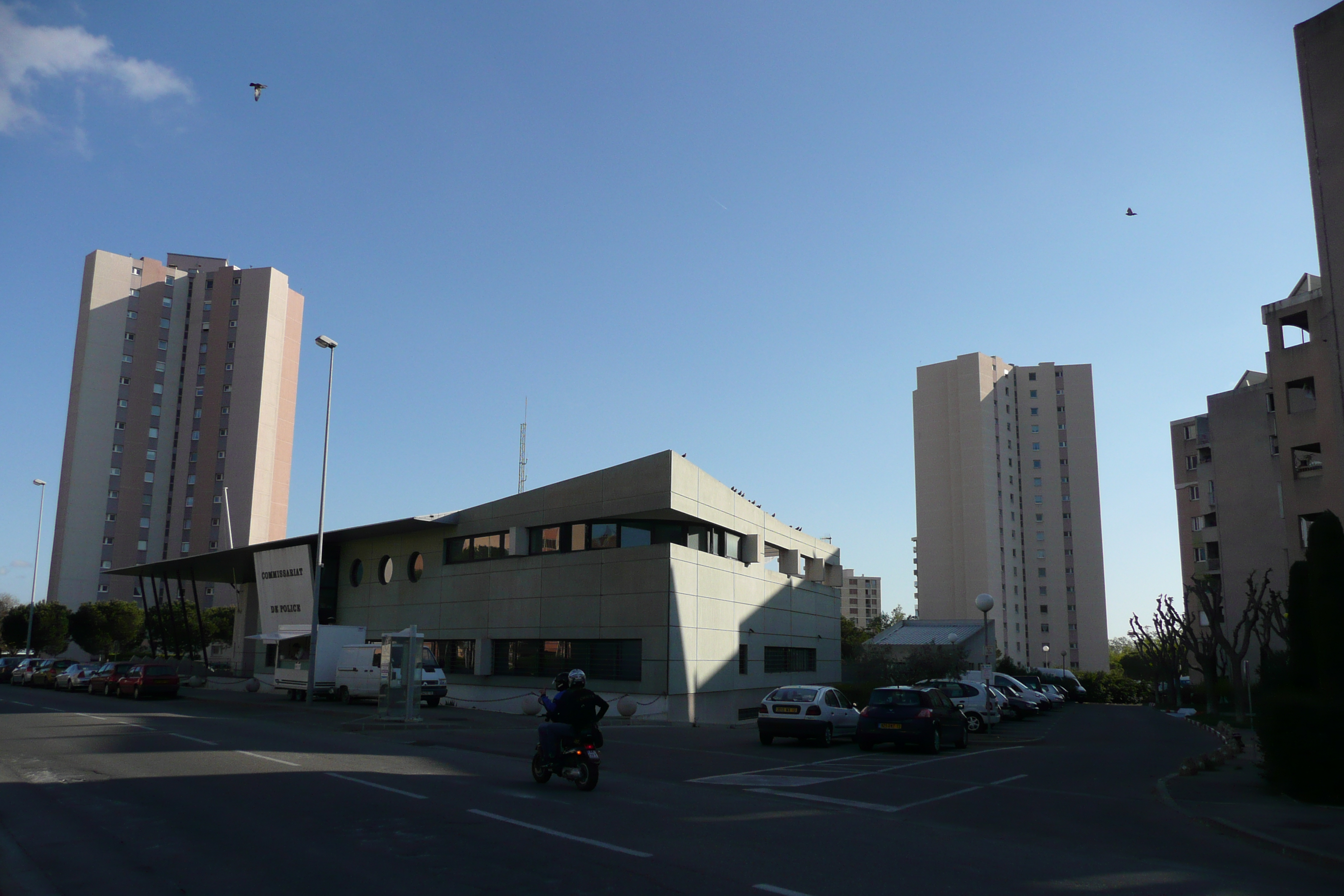
普罗旺斯地区萨隆的现代居民区

### 教育
普罗旺斯地区萨隆属于艾克斯-马赛学区。截止2019年1月1日，普罗旺斯地区萨隆境内共有14所幼儿园、13所小学、5所初级中学、4所普通高中和3所职业高中。2018至2019学年度，普罗旺斯地区萨隆境内共有在校中等教育阶段学生6,508名。
在高等教育方面，隶属于法国空天军的法国空天军学校位于普罗旺斯地区萨隆，后者为法国的一个军事工程师大学校。

### 医疗
截止2019年1月1日，普罗旺斯地区萨隆境内共有全科医生43名、保健师72名、牙医35名、护士80名、耳科医生1名、眼科医生7名、皮肤科医生5名、助产士10名、儿科医生5名和妇科医生4名。境内共有药房21家、养老院7家、残疾人帮扶中心5家。
普罗旺斯地区萨隆中心医院（Centre Hospitalier de Salon-de-Provence）是法国的一个区域性医疗机构，其主病区萨隆地区医院（Hôpital du pays Salonais）位于普罗旺斯地区萨隆市区，设有床位346个，是当地规模最大的公立综合性医院。

### 住房
2017年，普罗旺斯地区萨隆境内共有各类住房22,161套，其中36.1%为独立式居民区，63.3%为集中式居民区。常住房屋占普罗旺斯地区萨隆市镇范围内居民建筑总量的89.1%。
在住房保障政策方面，2017年，普罗旺斯地区萨隆境内共有5,154户家庭获得了住房经济补助，受益人数占总人口数量的11.3%，其中4,931份为房租补助。

### 商业
2019年，普罗旺斯地区萨隆境内共有各类实体商铺1,410家，其中餐厅214家、大型超市13家、杂货店21家、面包房43家、肉铺15家、书店19家、装饰品店11家、银行门店23家、美容美发店85家、汽车维修店76家。市区建有Intermarché、Monoprix、家乐福等超市，市区东南部建有E.Leclerc大型购物商场。

### 体育
2019年，普罗旺斯地区萨隆境内共有5家游泳池、10间体育馆、3座综合体育场、16处网球场、3处马术场、8处足球或橄榄球场、4处篮球或排球场以及1处高尔夫球场。
截至2021年8月，普罗旺斯地区萨隆境内共有三支注册足球俱乐部。其中萨隆贝莱尔足球俱乐部是当地的代表性足球队，成立于1928年，2021至2022赛季参加地中海足球联赛，其主场马塞尔·鲁斯唐球场（Stade Marcel-Roustan）位于市中心，是当地规模最大的体育设施之一。

### 环境
普罗旺斯地区萨隆的环境事务由其所属的公共社区负责。2019年，普罗旺斯地区萨隆境内暂无污染企业。

### 治安
2019年，普罗旺斯地区萨隆市镇范围内共有1处派出所。法国空军701航空基地位于普罗旺斯地区萨隆。
2014年，普罗旺斯地区萨隆及附近地区共发生各类案件3,323起，其中盗窃类案件2,160起，经济类案件325起，毒品交易类案件239起。

## 文化
2019年，普罗旺斯地区萨隆境内共有1家剧场、2家电影院和2家博物馆。普罗旺斯地区萨隆市政府提供多媒体中心，向公众全年开放。

### 建筑
普罗旺斯地区萨隆境内有多处法国国家文物保护单位，其中昂佩里城堡、圣洛朗教堂等为当地的代表性建筑物。

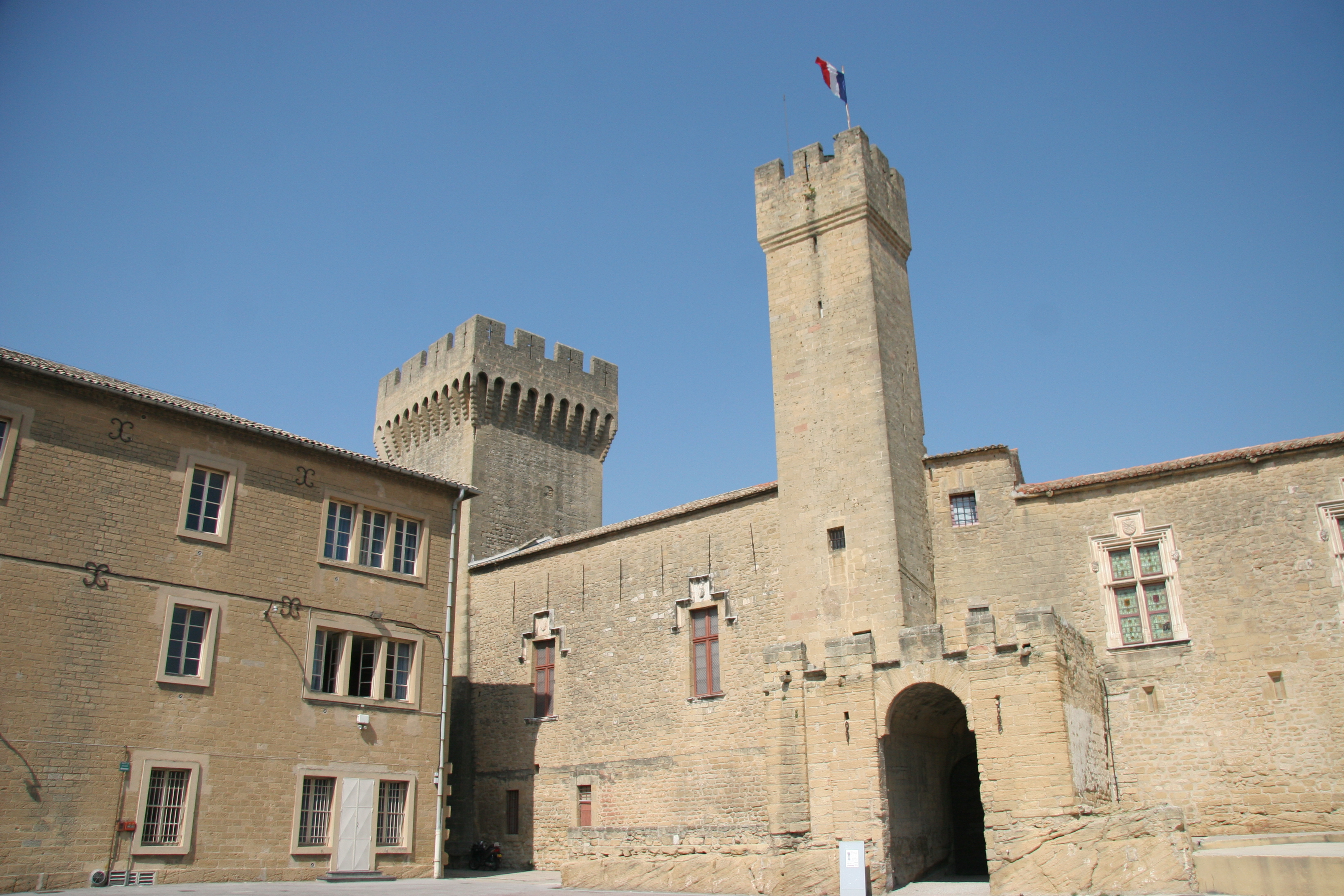
昂佩里城堡（法语：Château de l'Empéri）
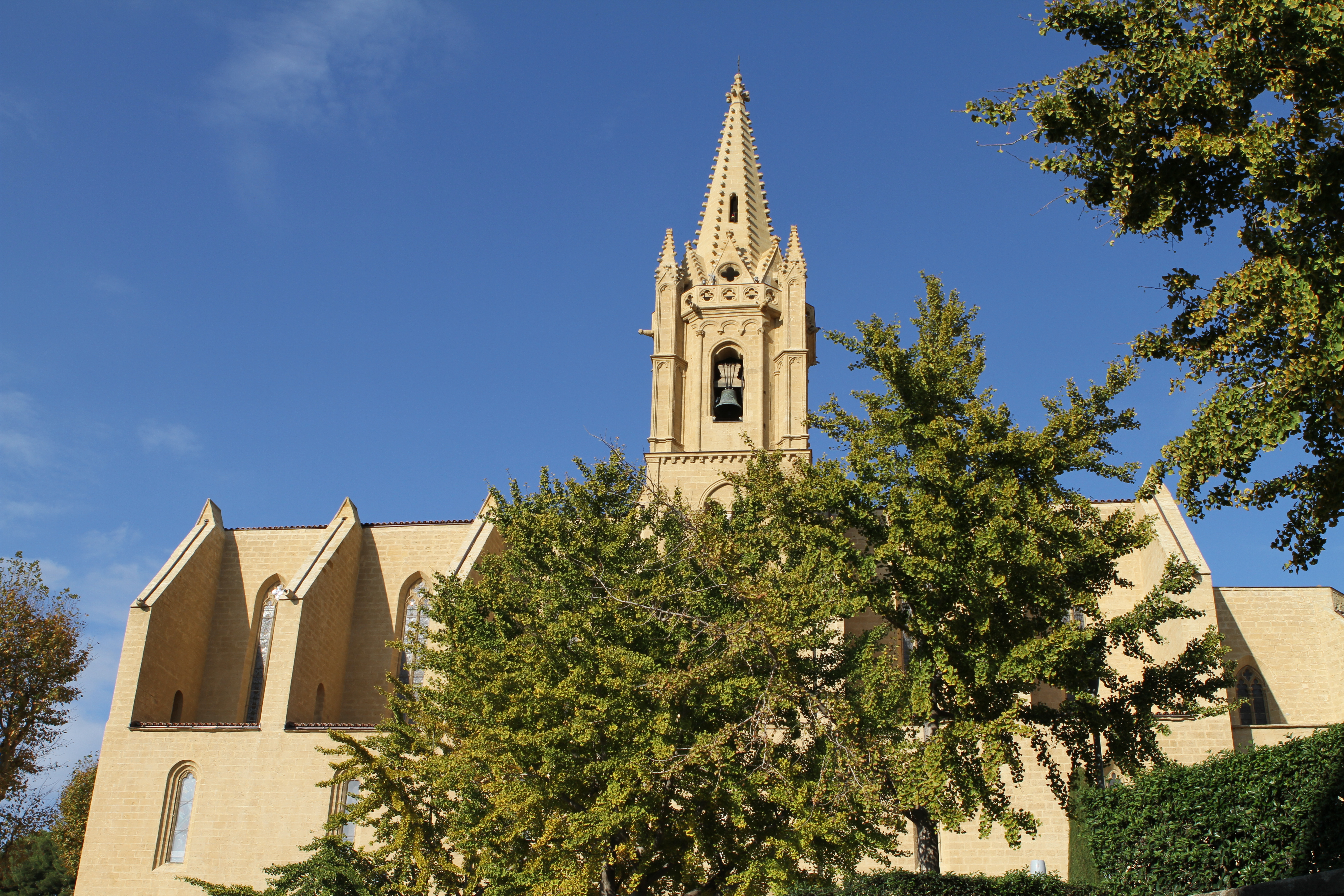
圣洛朗教堂（法语：Église Saint-Laurent de Salon-de-Provence）
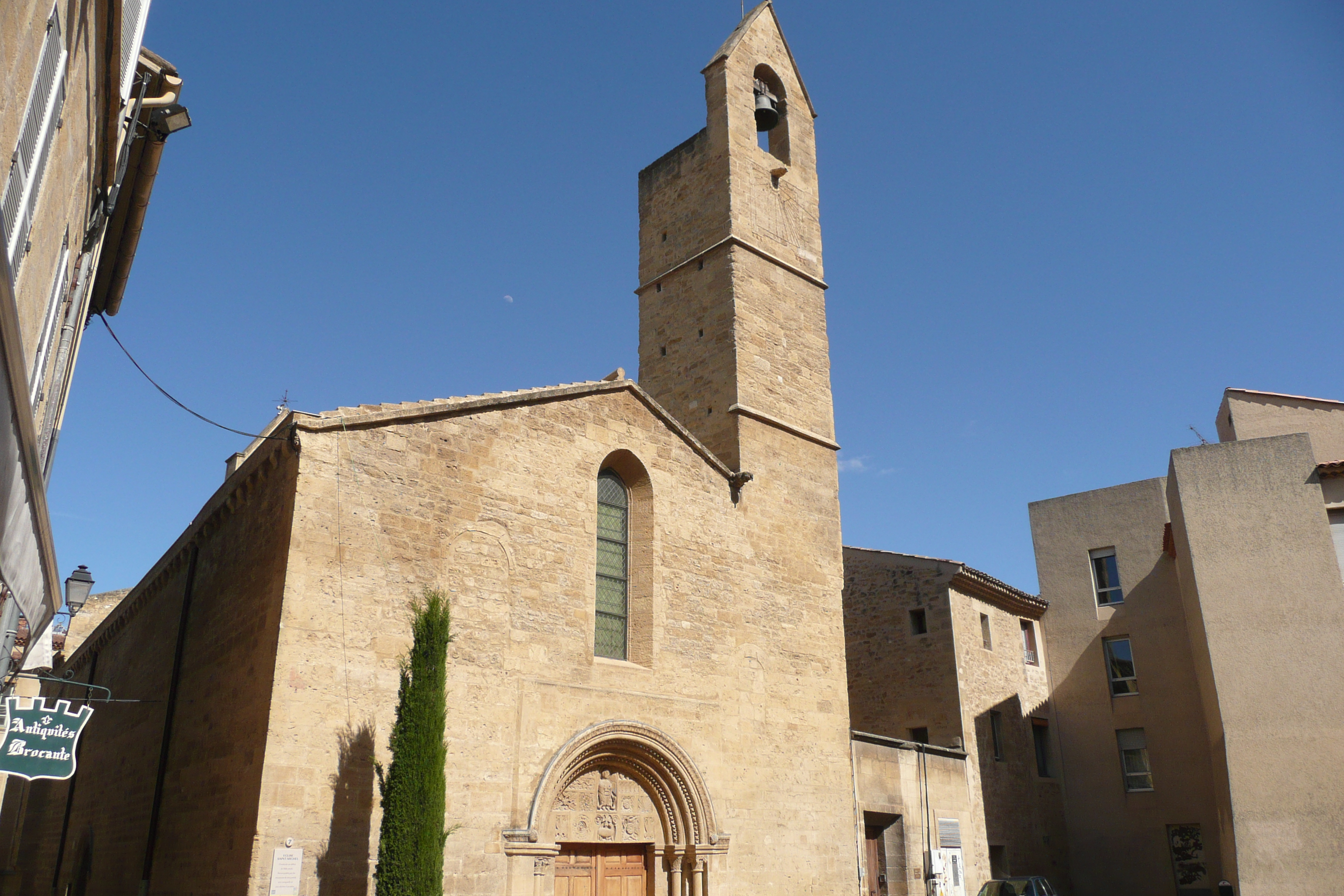
圣米歇尔教堂
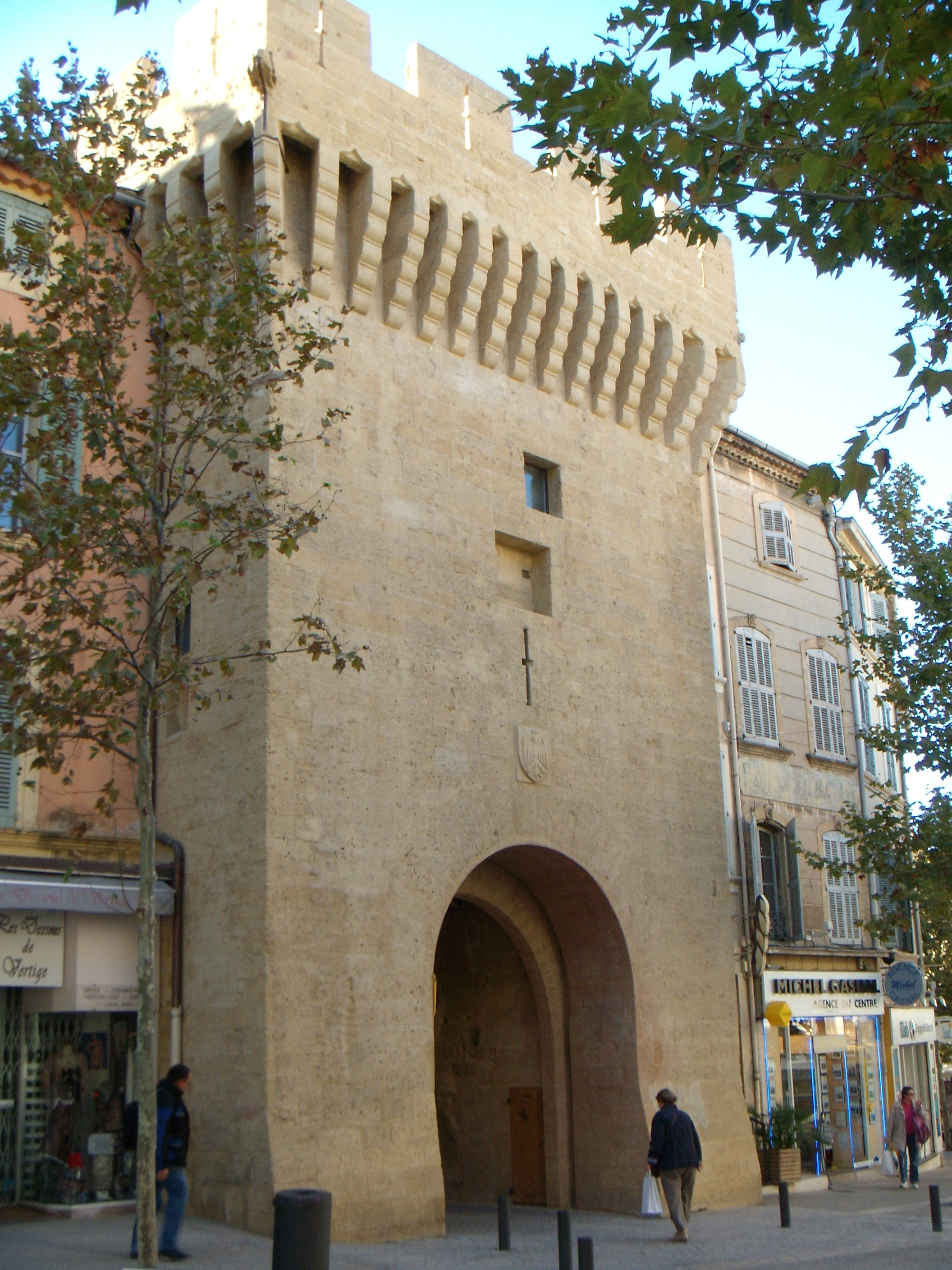
新城门
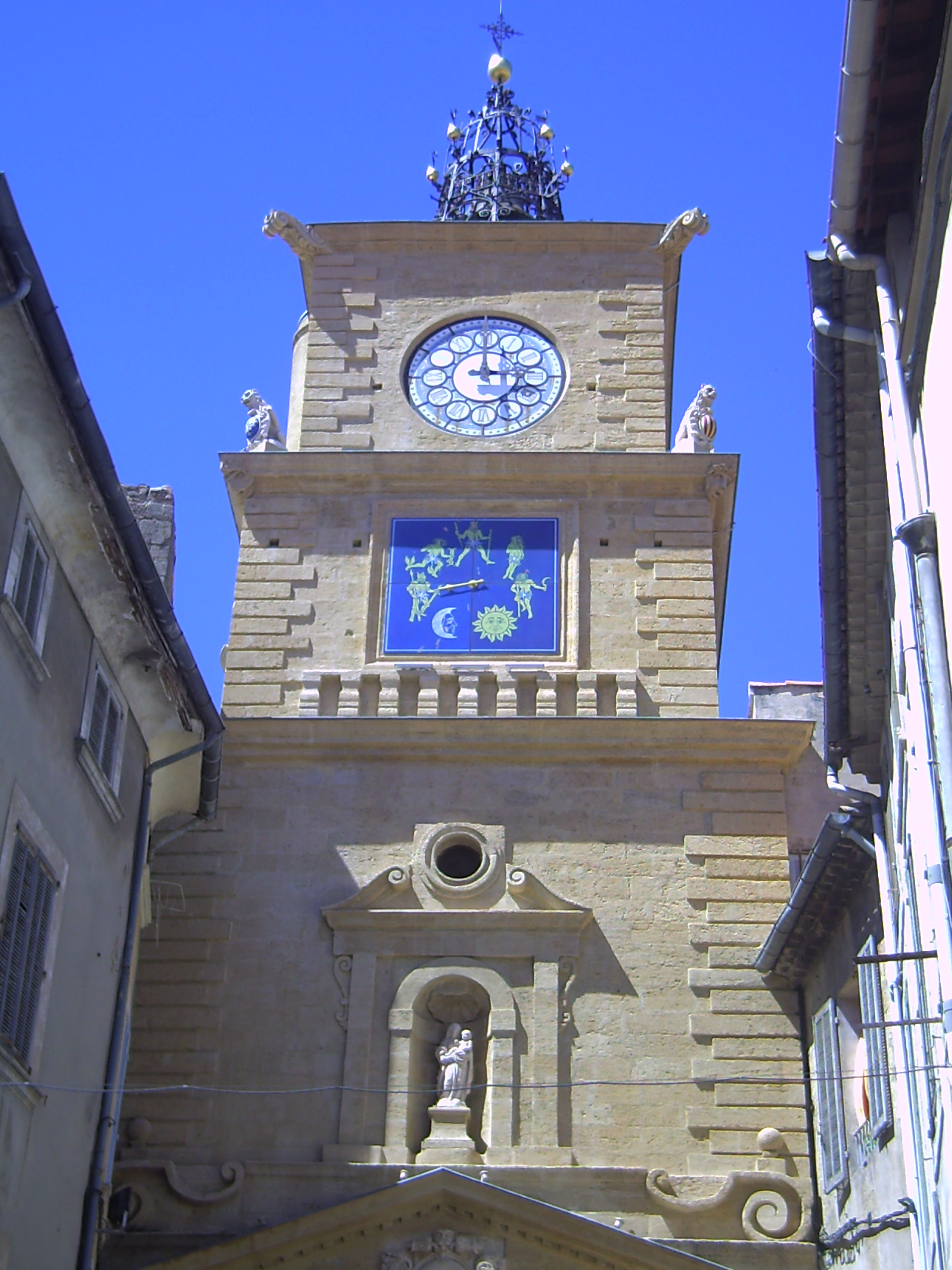
钟楼塔
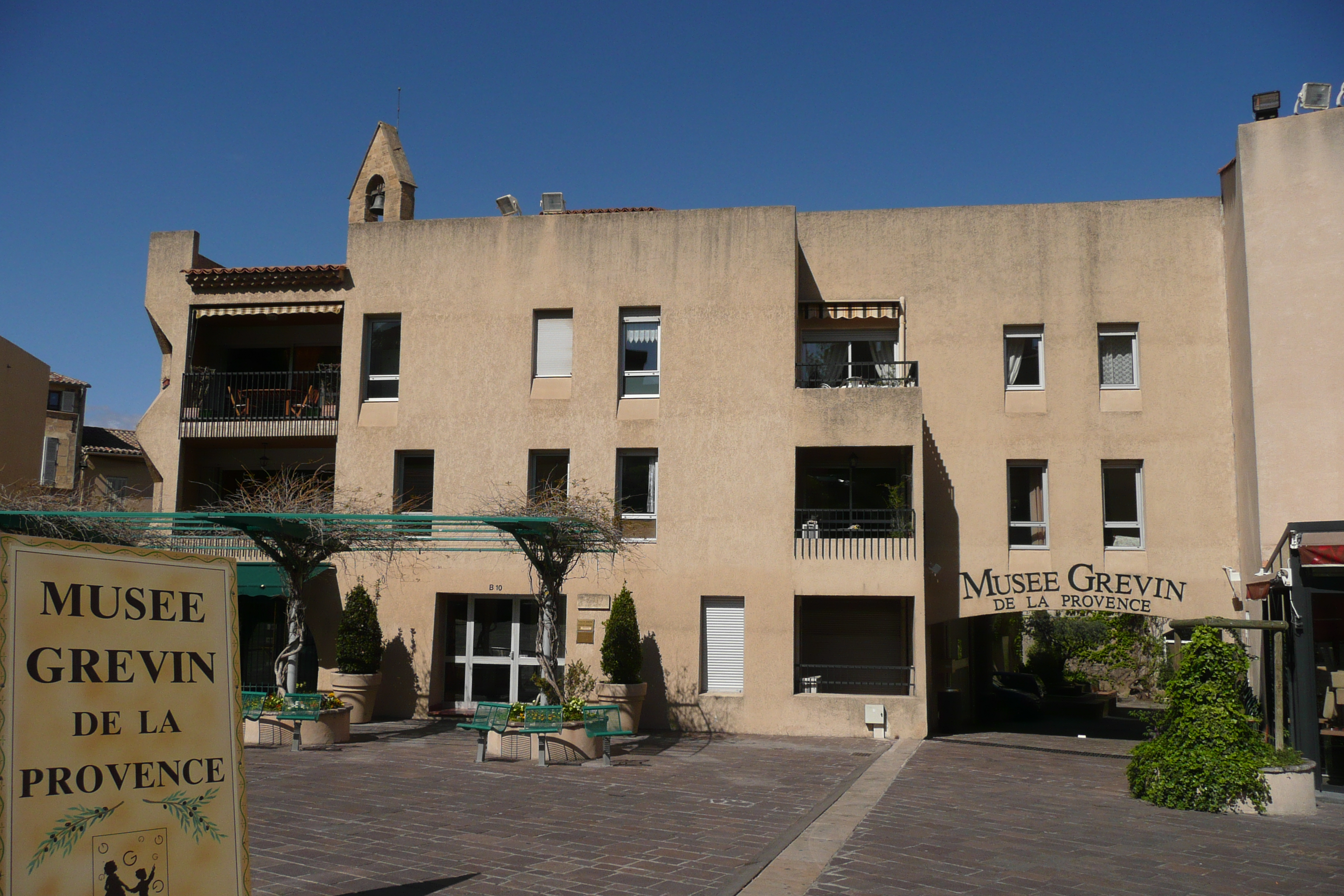
格雷万博物馆
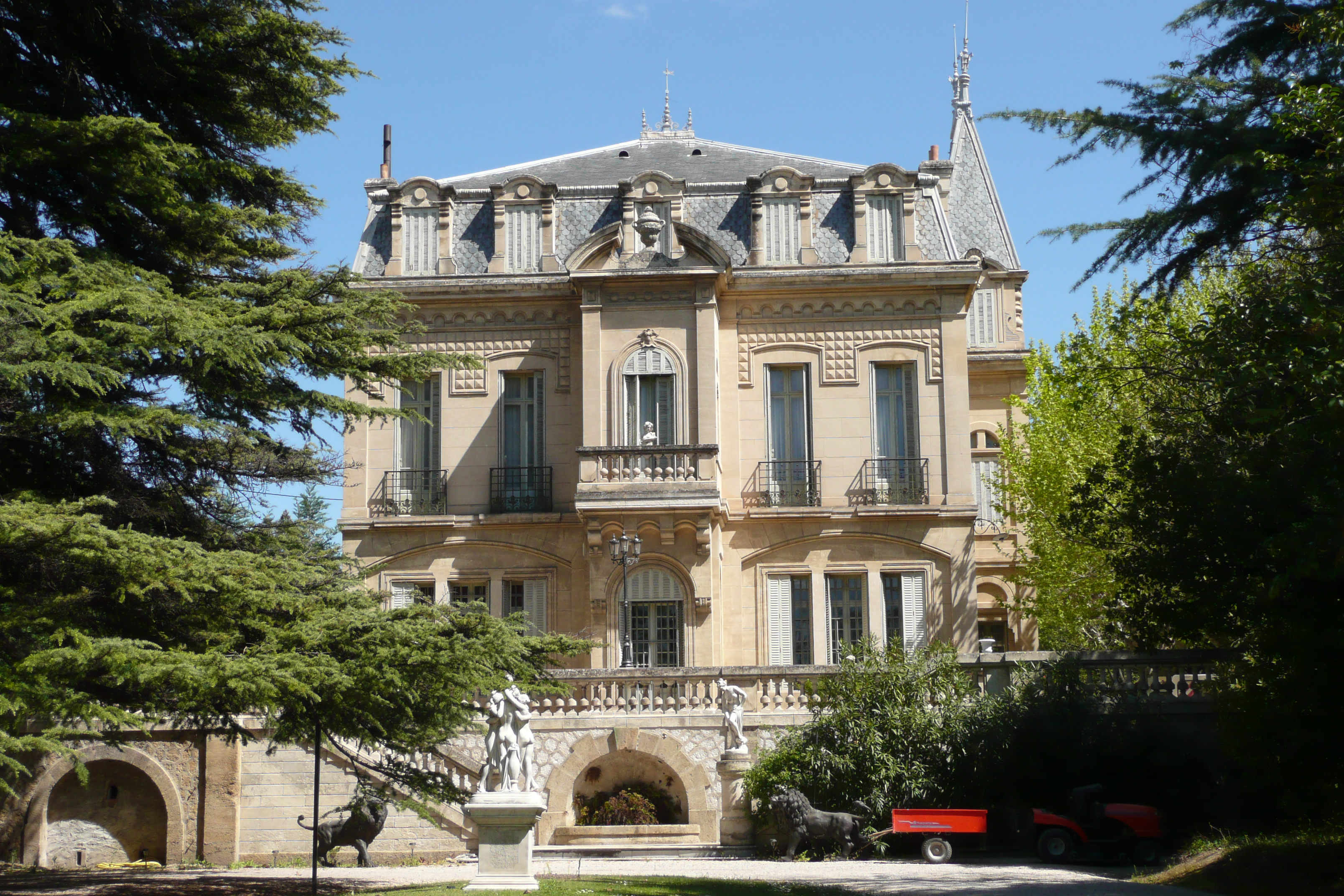
锡加尔大楼

### 旅游
普罗旺斯地区萨隆的旅游事务由其所属的公共社区负责。2020年，普罗旺斯地区萨隆境内共有18家酒店共计587间房间；另有2个露营地，可容纳共114辆露营车。

### 媒体
法国主要的媒体均可在普罗旺斯地区萨隆接收，法国电视三台下属的普罗旺斯-阿尔卑斯-蓝色海岸大区频道在部分时段播出普罗旺斯地区萨隆所属区域的地方新闻。

## 相关人物
法国工程师亚当·德·克拉波纳、植物学家让-巴蒂斯德·克里斯托夫·菲塞-奥布莱和自行车运动员约翰·巴戈出生于普罗旺斯地区萨隆。
法国预言家诺斯特拉达穆斯常年生活并逝世于普罗旺斯地区萨隆，当地建有其纪念馆。

## 友好城市
截至2021年8月，普罗旺斯地区萨隆共与六座城市互为友好城市关系：
- 德国 韦尔特海姆
- 西班牙 杜罗河畔阿兰达
- 英格兰 亨廷登
- 義大利 古比奥
- 匈牙利 圣安德烈
- 羅馬尼亞 泰利乌乡